# 21368 Shiodayama
21368 Shiodayama este un asteroid din centura principală de asteroizi.

## Descriere
21368 Shiodayama este un asteroid din centura principală de asteroizi. A fost descoperit pe 6 iunie 1997 la Nanyo de Tomimaru Okuni. Asteroidul prezintă o orbită caracterizată de o semiaxă mare de 3,02 ua, o excentricitate de 0,05 și o înclinație de 11,3° în raport cu ecliptica.